# هوندر زینگن
هوندر زینگن (به آلمانی: Hundersingen) یک منطقهٔ مسکونی در آلمان است که در هربرتینگن واقع شده‌است. هوندر زینگن ۹۰۷ نفر جمعیت دارد.